# Jeanne Bouvier
Jeanne Bouvier (* 11. Februar 1865 in Salaise-sur-Sanne; † 2. Februar 1953 Neuilly-sur-Seine) war eine französische Gewerkschafterin und Feministin.

## Leben
Jeanne Bouvier wurde als Tochter von Marcel Bouvier, Vorarbeiter in Salaise-sur-Sanne, und Louise Grenouiller geboren. Die Familie zog nach Saint-Rambert-d’Albon. Jeanne war zu diesem Zeitpunkt sechzehn Monate alt. Sie hatte eine Schwester, ihr Bruder starb als Kind an Masern. Während ihrer Kindheit half sie ihrer Mutter bei der Feldarbeit und vor allem beim Hüten der Kühe.
Im Alter von zehn Jahren wurde Jeanne in eine kirchliche Einrichtung in Épinouze geschickt, wo sie unter anderem den Katechismus für ihre Kommunion lernte. Sie war eine sehr gute Schülerin. Ein Jahr später zog die Familie erneut um und ließ sich in Saint-Symphorien-d’Ozon nieder. Jeanne wurde Arbeiterin in einer Seidenfabrik; die Armut zwang sie auch, Häkelarbeiten zu verrichten.
Eine von Jeannes Kundinnen, Madame Norat, war eine glühende Feministin, die La Fronde las. Sie riet ihr, der Gewerkschaft der Näherinnen, Wäscherinnen und ähnlicher Berufe (syndicat des couturières, lingères et parties similaires) in der Bourse du travail (Arbeitsbörse) beizutreten. Trotz ihrer Vorbehalte meldete sich Jeanne an und begann dann, die Treffen der Gewerkschaft zu verfolgen.
Obwohl sie nach eigenen Angaben von Themen wie z. B. Generalstreik, Enteignung oder Abschaffung der Lohnarbeit zunächst nichts verstand, wurde sie Gewerkschaftsvertreterin. Als Delegierte der CGT nahm sie am ersten internationalen Heimarbeitskongress 1910 in Brüssel teil, danach arbeitete sie im Obersten Arbeitsrat und im Französischen Arbeitsamt. In diesen Positionen konnte sie das Gesetz vom 10. Juli 1915 unterstützen, das die Arbeitgeber dazu verpflichtete, die festgelegten Löhne einzuhalten.
Auf der ersten Internationalen Arbeitskonferenz, die vom 28. Oktober bis 30. November 1919 in Washington stattfand, wurde sie zur technischen Beraterin des ersten internationalen Kongresses der Arbeiterinnen ernannt. Sie nahm dort auch als Delegierte teil. Bouvier war Mitglied der Kommission für die Beschäftigung von Frauen vor und nach der Entbindung. Sie nahm an verschiedenen Internationalen Kongressen für Arbeitnehmerinnen teil, unter anderem 1921 in Genf. Von 1919 bis 1935 war sie Mitglied der paritätischen Kommission für Arbeitslosenfonds.
Mitte der 1920er Jahre schied sie aus der Gewerkschaft CGT aus. Zu den Gründen gibt es widersprüchliche Angaben. Die französische Sprachversion spricht von einem Zerwürfnis mit Léon Jouhaux. Bouvier habe gegen Jouhaux öffentliche Vorwürfe wegen dessen Verhaltens bei der Konferenz in Washington 1919 erhoben und sei deswegen 1922 ausgeschlossen worden (und habe auch ihre Arbeitsstelle verloren). Gilles Pichavant führt in Le Maitron aus, dass Bouvier mit Jouhaux über die Rolle der Frau in der Gewerkschaftsbewegung in Streit geraten sei, worauf dieser sie aus führenden Gewerkschaftspositionen verdrängt habe. 1925 sei sie aus der Gewerkschaft ausgetreten, nachdem ihre Forderungen für die Rechte der Heimarbeiter von der Internationalen Arbeitskonferenz nicht aufgegriffen worden seien und ihre Position dabei von den französischen Delegierten nicht unterstützt wurde.
Sie widmete sich danach dem Schreiben und starb 1953. Ein abweichendes, aber falsches Todesjahr (1964) wurde von ihrem Biographen Daniel Armogathe verbreitet; 1953 ist allerdings durch die Todesregister von Neuilly-sur-Seine belegt.

## Archiv
Das Archiv Jeanne Bouviers befindet sich in der Bibliothek Bouuglé.

## Werke
- Deux époques. Deux hommes. Les sauveurs de l’Économie nationale, Radot, 1927
- La Lingerie et les Lingères Gaston Doin et Cie éditeurs, 1928[8]
- Histoire des dames employées dans les postes, télégraphes et téléphones de 1714–1919, Paris-Saint-Amand, Presses universitaires de France, 1930[9]
- Les Femmes pendant la Révolution. Leur action politique, sociale, économique, militaire, leur courage devant l’échafaud, Eugène Figuière, 1931
- Mes mémoires, ou 59 années d'activité industrielle, sociale et intellectuelle d’un ouvrière, l’Action intellectuelle, 1936